# 이옥경
이옥경(李玉慶, 1902년~1982년)은 일제강점기의 아나운서로 한국 최초의 직업 아나운서이다.
인천해관 관리이자 제령학교 영어 강사였던 이학인(李學仁)의 무남독녀로 인천에서 태어났으며, 인천 최초의 일본 여학교 출신이다. 인천고등학교를 졸업하고 일본으로 건너가 동경 일본 여자 음악학교에 다니다가 중퇴하였다. 그 뒤 귀국하여 노창성과 결혼하였다.
1935년 《삼천리》 8월호 기사에 따르면, 인천 소학교를 다니던 도중 아버지가 안동현 세관 관장으로 전임되어 가자, 그 곳에서 소학교를 졸업하고 그 해에 안동현 고등여학교에 입학하였다. 그녀의 목소리가 명랑하고 아름다웠으며, 노래 부르기를 좋아했다. 그러다가 학교를 졸업하자 노창성을 만나 결혼하였다.
한국방송공사의 전신인 경성 방송국에서 시험 방송을 하던 1925년 6월 무렵 아나운서를 할 사람이 없어서 기술직 직원들이 돌아가면서 하게 되었다. 그러다가 노창성이 자신의 아내를 추천하였고, 음성 테스트를 받은 다음날부터 직업 아나운서가 되었다. 이옥경을 추천한 가장 큰 이유로는, 당시 경성 방송국에서 한국어와 일본어를 함께 사용하여 방송해야 했으며, 이옥경은 두 언어를 잘 구사하였기 때문이다.
1927년 2월 16일, 경성 방송국이 본 방송을 개시하면서 마현경이 공채로 들어올 때까지 단독으로 아나운서를 맡았다. 나중에 그녀는 회고담에서 자신이 구경거리였으며, 경비 절감 차원에서 한·일어 겸용 아나운서로 혹사당했고, 마이크 앞에서 혼자 그것도 하루 두 시간 남짓 휴식 시간도 없이 일을 하여 피곤하기 그지없었다고 하였다.
이후 1955년, 부군인 노창성을 사별하고 가족들의 보살핌을 받다 1982년 사망했다.

## 가족 관계
- 아버지: 이학인(李學仁)
- 남편: 노창성
- 자녀: 9명 - 그 중 한국 최초 여성 패션디자이너 노명자(노라 노)가 있다.